# Boxford (Suffolk)
Boxford (1100 ab. (2019), parrocchia civile 1221 (2011)) è un villaggio e parrocchia civile dell'Inghilterra, appartenente alla contea del Suffolk. La parrocchia civile comprende Calais Street, Hagmore Green e Stone Street. Ha il garage e il negozio più antichi della Gran Bretagna. Era sulla A1071 fino a quando non è stata aggirata.